# (514) Армида
(514) Арми́да (итал. Armida) — астероид главного пояса, который был открыт 24 августа 1903 года немецким астрономом Максом Вольфом в обсерватории Хайдельберг в Германии и назван в честь Армиды — персонажа поэмы итальянского поэта Торквато Тассо «Освобождённый Иерусалим», которая является главной героиней одноимённой оперы Жана Батиста Люлли, а также опер Кристофа Глюка и Джоакино Россини.

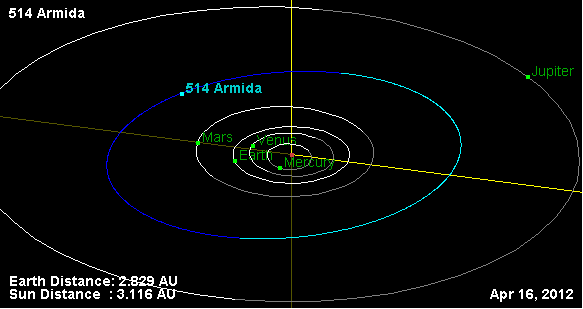
Орбита астероида Армида и его положение в Солнечной системе

## Изучение астероида
По результатам наблюдений, проведённых в 1977 году в обсерватории шведского города Уппсала был определён период вращения астероида, который составил чуть менее 22 часов, а позже эти данные были подтверждены результатами анализа изменения кривой блеска астероида.
В 1983 году была запущена астрономическая обсерватория IRAS, благодаря которой были получены данные, позволившие определить диаметр астероида.
8 июля 2009 года над Новой Зеландией и Тасманией наблюдалось покрытие звезды TYC 5783-00006-1 астероидом Армида, благодаря чему удалось определить скорость движения тени астроида на фоне звезды, которая составила приблизительно 8,76 км/с. Данное покрытие стало 1153-м зарегистрированным наблюдением этого астероида.